# Třídění
Třídění je proces kategorizace (seskupování) objektů podle podobných vlastností. Třídění je typicky závislé na úhlu pohledu, na zvyklosti v daném oboru (odpady, knihovnictví, kategorizace).
V informatice se třídění používá jako termín pro uspořádávání prvků do posloupnosti, přestože někteří autoři jej pociťují jako poněkud nepřesný, jiní dávají přednost slovu řazení a někteří termín třídění zcela odsuzují jako nesprávný a doporučují používat v odborné literatuře v uvedeném významu pouze slovo řazení. Podobná situace je i v angličtině, kde se pro popis algoritmů používá slovo sort, sorting, nikoli ordering nebo collating (které se používá pro abecední řazení).

## Definice slova v literatuře
Slovník spisovného jazyka českého definici slova třídění neobsahuje. Příbuzné slovo tříditi definuje takto:
tříditi ned. (3. mn. -í, rozk. třiď) (co) rozdělovat, dělit, řadit, pořádat (do skupin, tříd) podle urč. hledisek (jakosti, váhy, délky, velikosti, barvy ap.): t. brambory, vejce, ovoce, vlnu, uhlí; t. časopisy, knihy, dopisy; t. a tříbit nápady (Staš.); třídění duchů (Dyk) vyváření skupin podle názorů; odb. desetinné třídění; žel. t. železniční vozy; předp. pro-, pře-, roz-, u-, vy-, za-; → nás. třídívati; bez předp.
Encyklopedie „Výpočetní a řídicí technika“, která vychází z názvoslovné normy ČSN 36 9001 (nyní zrušené), obsahuje následující definici termínu třídění:
třídění (sorting, sort) сортировка – uspořádání položek dat tak, aby jejich klíče tvořily předem definovanou posloupnost.
| „                                                       | Pojem třídění se v programování používá trochu nepřesně pro označení činnosti, kterou bychom logicky asi spíše nazvali „uspořádání podle velikosti“. Nepůjde nám totiž o žádné rozdělování čísel, záznamů nebo prvků do nějakých tříd, ale pouze o stanovení jejich pořadí. V novější české odborné literatuře bývá tato operace někdy přesněji a výstižněji označována jako řazení. Termín třídění je však natolik historicky vžitý a běžně používaný, že se ho zde budeme i nadále držet. | “ |
| — Pavel Töpfer popisuje obtíže s volbou vhodného pojmu. | |   |

### Operace používané v databázích
Jenoznačný význam přinášejí databázové operace a jejich anglické názvy:
- SELECT WHERE - filtruj a vyber z tabulky, tedy ze všech jejích záznamů, takovou jejich podmnožinu, ve které každý výsledný záznam splňuje dané kritérium.
- SELECT ORDER BY - výsledné záznamy lineárně seřaď: uspořádej vzestupně, či sestupně, podle dané vlastnosti-sloupce.

A podle tohoto chápání operací a pojmů,
- pokud operace řazení (seřazení) znamená lineární setřídění a hledání pořadí, a to bez vlivu na velikost skupiny, (O třech medvědech, O veliké řepě, Vařila myšička kašičku)
- pak při rozdělení do podmnožin jde o roztřídění do skupin, zkrátka o |třídění, podle hodnot dané vlastnosti (definující třídu), a to zas naopak bez úvah o pořadí. (Popelka, holubi a přebírání čočky a hrachu)

### Nejednoznačné slovo sort
Na přesnost překladu původní a již zrušené normy mělo zjevný vliv v ní zmiňnované slovo "sort", které je však obdobně zavádějcí i v angličtině:
- a sort - sorta, druh, skupina podle vlastnosti;
- sort - třídit znamená podle souvislostí:
  - jak rozdělení do skupin,
  - tak seřazení, například algoritmus "bubble sort", bublinkové řazení.